# Aloe suprafoliata
Aloe suprafoliata är en grästrädsväxtart som beskrevs av Illtyd Buller Pole-Evans. Aloe suprafoliata ingår i släktet Aloe och familjen grästrädsväxter. Inga underarter finns listade i Catalogue of Life.

## Bildgalleri

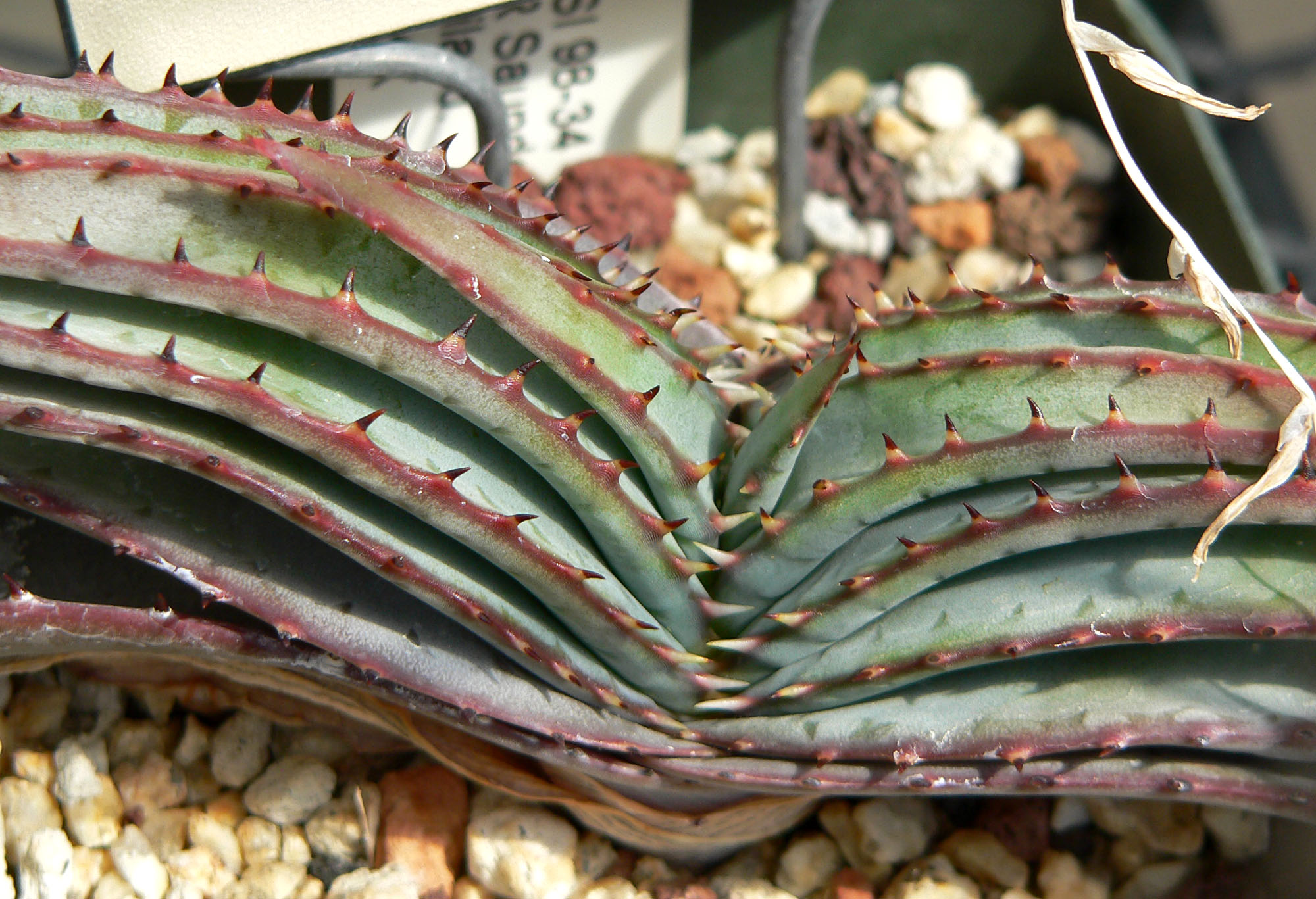
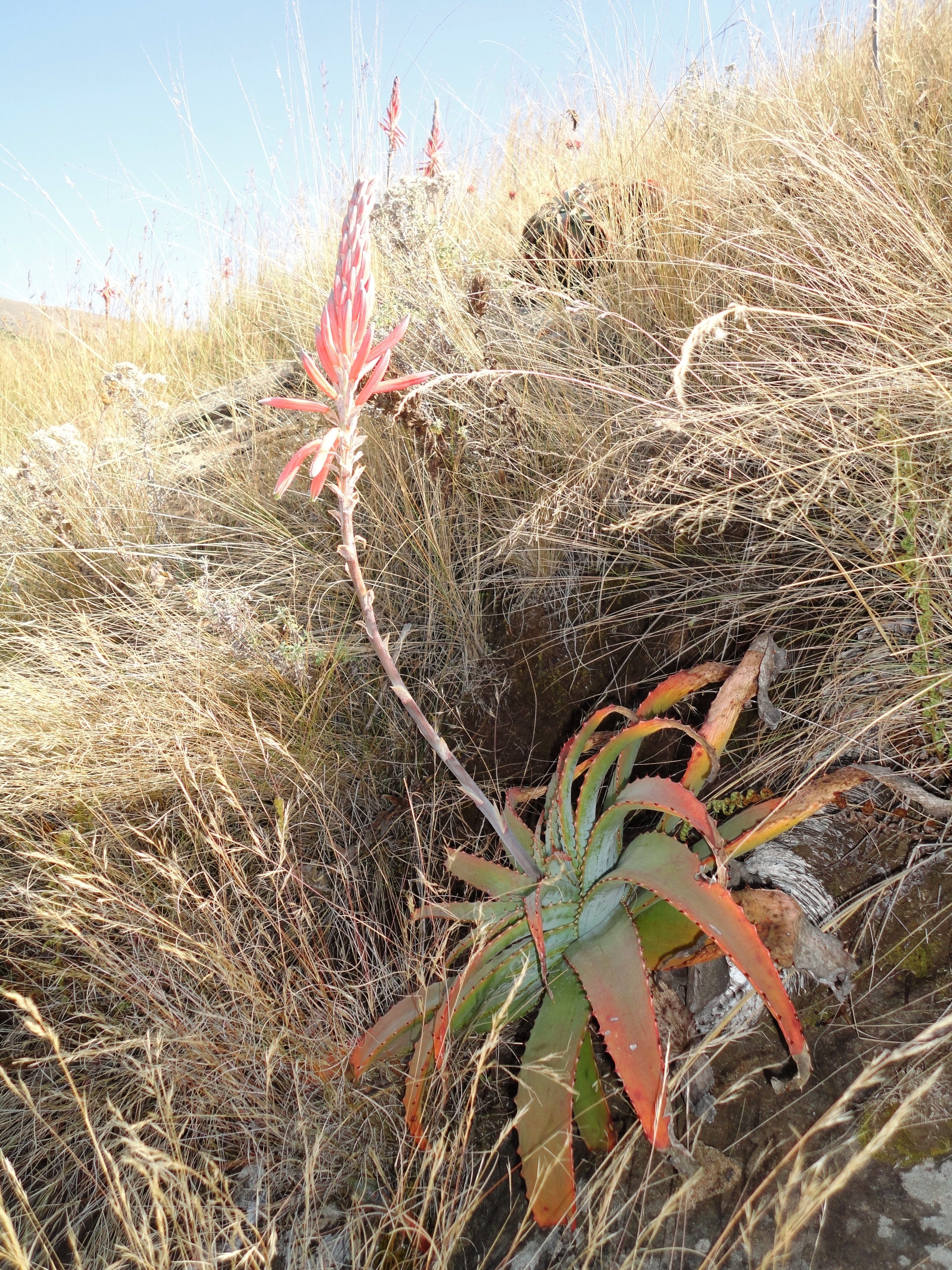
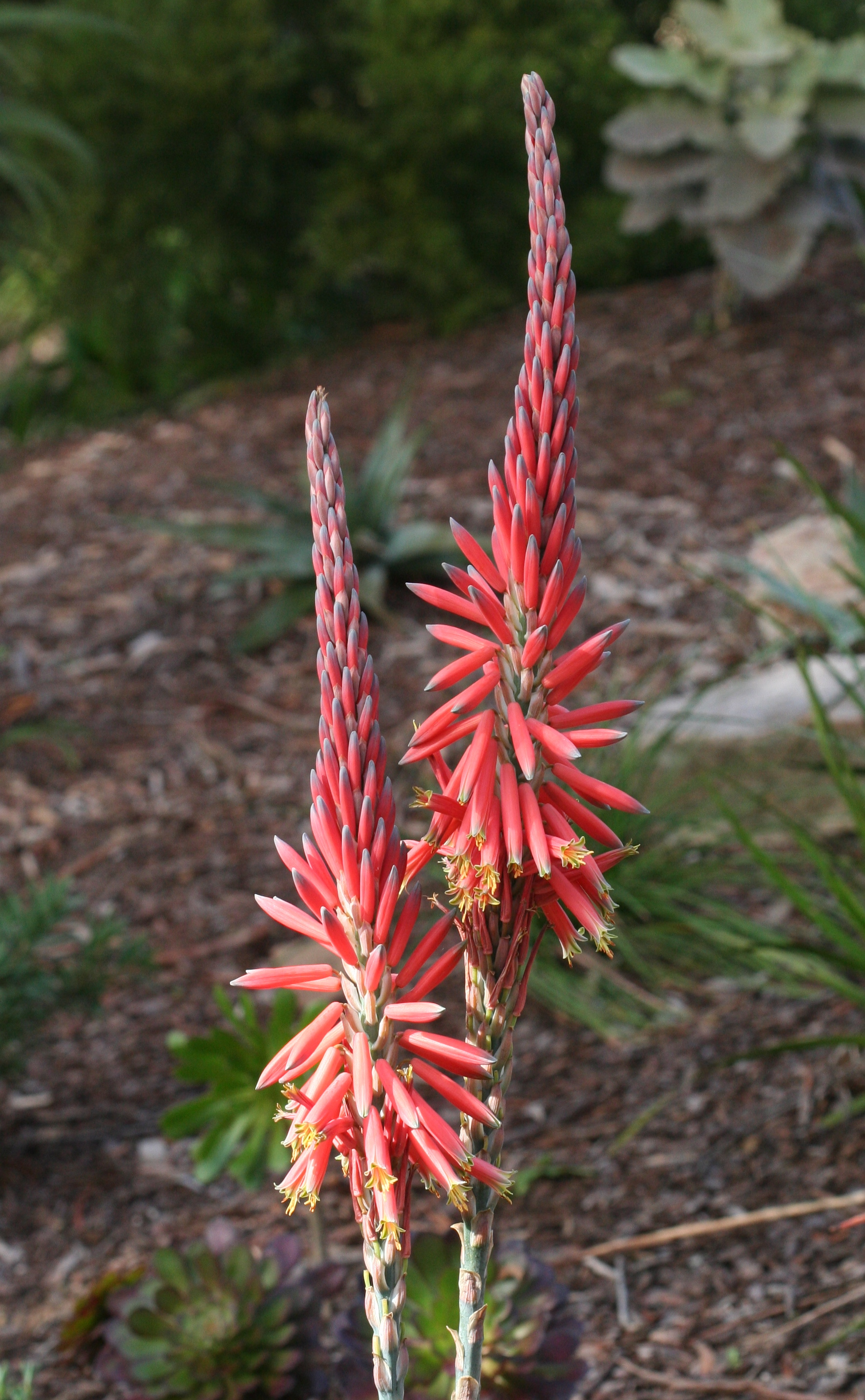
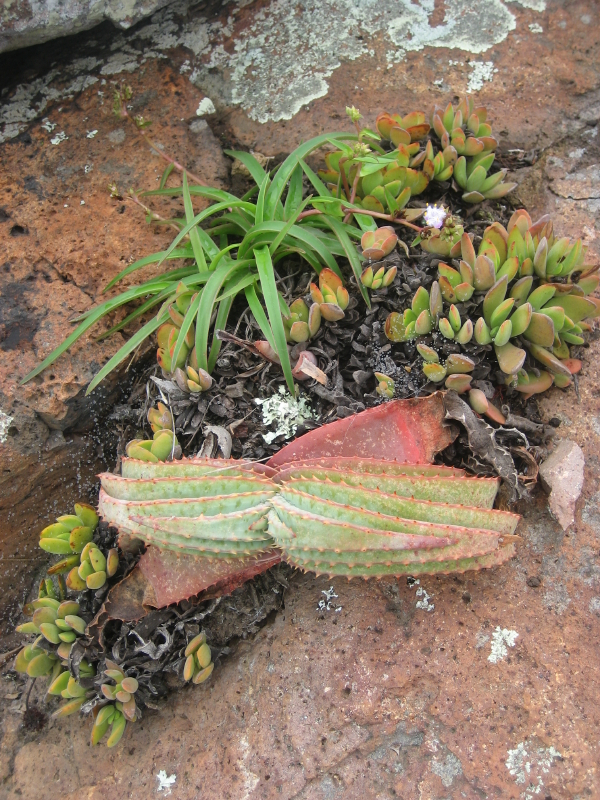
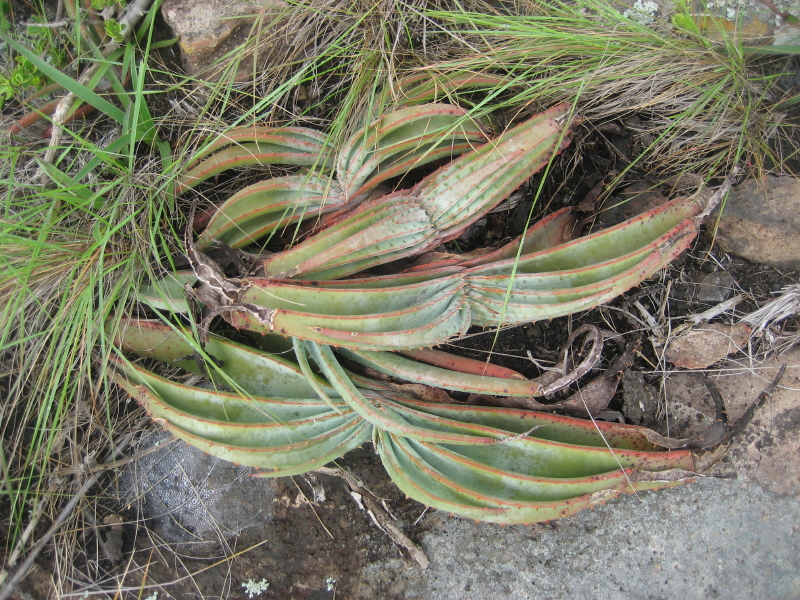